# Sullivan (Familienname)
Sullivan ist ein englischer Familienname irischer Herkunft. Eine häufige Variante des Namens ist O’Sullivan.

## Namensträger

### A
- Andrew Sullivan (Journalist) (* 1963), britischer Journalist
- Andrew Sullivan (Basketballspieler) (* 1980), britischer Basketballspieler
- Andi Sullivan (* 1995), US-amerikanische Fußballspielerin
- Andy Sullivan (Baseballspieler) (Andrew Raymond Sullivan, 1884–1920), US-amerikanischer Baseballspieler
- Andy Sullivan (Golfspieler) (Andrew Michael Sullivan, * 1987), englischer Golfspieler
- Ann Sullivan (1929–2020), US-amerikanische Animatorin
- Anne Sullivan Macy (1866–1936), US-amerikanische Pädagogin
- Arthur Sullivan (1842–1900), englischer Komponist, Musiker und Dirigent

### B
- Barry Sullivan (1912–1994), US-amerikanischer Schauspieler
- Becky Sullivan, US-amerikanische Tontechnikerin
- Bernard James Sullivan (1889–1970), US-amerikanischer Ordensgeistlicher, römisch-katholischer Bischof von Patna
- Ben Sullivan (Schauspieler), Schauspieler
- Ben Sullivan (Basketballspieler) (* 1984), US-amerikanischer Basketballspieler und -trainer
- Ben O’Sullivan, irischer Fußballspieler
- Betty J. Sullivan (1902–1999), US-amerikanische Biochemikerin
- Big Jim Sullivan (1941–2012), britischer Gitarrist
- Bill Sullivan (Baseballspieler, 1853) (1853–1884), irischer Baseballspieler
- Bill Sullivan (Baseballspieler, 1868) (1868–1905), US-amerikanischer Baseballspieler
- Bill Sullivan (Baseballspieler, 1875) (1875–1965), US-amerikanischer Baseballspieler
- Bill Sullivan (Maler) (1942–2010), US-amerikanischer Maler
- Billy L. Sullivan (* 1980), US-amerikanischer Schauspieler
- Bob Sullivan (Eishockeyspieler) (Robert Sullivan; 1957–2018), kanadischer Eishockeyspieler
- Bob Sullivan (Journalist) (* 1968), US-amerikanischer Journalist
- Brad Sullivan (1931–2008), US-amerikanischer Schauspieler
- Brian Sullivan (Fußballspieler) (Brian Anthony John Sullivan; 1941–1985), englischer Fußballspieler
- Brian Sullivan (Kameramann) (Brian Dimitri Sullivan), US-amerikanischer Kameramann
- Brian Sullivan (Manager) (* 1962), US-amerikanischer Manager
- Brian Sullivan (Eishockeyspieler) (Brian Scott Sullivan; * 1969), US-amerikanischer Eishockeyspieler

### C
- Camille Sullivan (* 1975), kanadische Schauspielerin
- Cavan Sullivan (* 2009), US-amerikanischer Fußballspieler
- Chandon Sullivan (* 1996), US-amerikanischer American-Football-Spieler
- Charles Sullivan (Schauspieler) (1899–1972), US-amerikanischer Schauspieler
- Charles Sullivan, Geburtsname von Kamau Muata Adilifu (* 1944), US-amerikanischer Jazzmusiker
- Charles F. Sullivan (1904–1962), US-amerikanischer Politiker
- Charles L. Sullivan (1924–1979), US-amerikanischer Politiker
- Charlotte Sullivan (* 1983), kanadische Schauspielerin
- Chris Sullivan (Musiker) (Christopher Dean Sullivan), US-amerikanischer Jazzmusiker
- Chris Sullivan (Footballspieler) (Christopher Patrick Sullivan; * 1973), US-amerikanischer American-Football-Spieler
- Chris Sullivan (Schauspieler) (* 1980), US-amerikanischer Schauspieler
- Chris T. Sullivan (* 1948), US-amerikanischer Unternehmer
- Christopher Sullivan (Fußballspieler) (* 1965), US-amerikanischer Fußballspieler
- Christopher D. Sullivan (1870–1942), US-amerikanischer Politiker
- Chub Sullivan (1856–1881), US-amerikanischer Baseballspieler
- Con Sullivan (Fußballspieler, 1903) (Cornelius Sullivan; 1903–1988), englischer Fußballspieler
- Con Sullivan (Fußballspieler, 1928) (Cornelius Henry Sullivan; 1928–2022), englischer Fußballspieler
- Conner Sullivan (* 1992), amerikanischer Sportler
- Cory Sullivan (* 1979), US-amerikanischer Baseballspieler
- Clyde Edward Sullivan (* 1985), US-amerikanischer Archäologe

### D
- Dan Sullivan (Politiker, 1882) (Daniel Giles Sullivan; 1882–1947), neuseeländischer Politiker
- Dan Sullivan (Politiker, 1950) (Dan Alan Sullivan; * 1950), US-amerikanischer Politiker (Arkansas)
- Dan Sullivan (Politiker, 1951) (Daniel A. Sullivan; * 1951), US-amerikanischer Politiker, Bürgermeister von Anchorage
- Dan Sullivan (Politiker, 1960) (Daniel Frank Barron-Sullivan; * 1960), australischer Politiker
- Dan Sullivan (Politiker, 1964) (Daniel Scott Sullivan; 1964), US-amerikanischer Politiker (Alaska)
- Daniel Sullivan (* 1987), italo-kanadischer Eishockeyspieler
- Danny Sullivan (* 1950), US-amerikanischer Autorennfahrer
- Dave Sullivan (Boxer) (1877–1929), irischer Boxer
- Dave Sullivan (Wrestler) (* 1957), US-amerikanischer Wrestler
- David Sullivan (Politiker) (1904–1976), britischer Politiker (Labor Party) und Diplomat
- David Sullivan (Verleger) (* 1949), britischer Verleger und Fußballunternehmer
- David Sullivan (Schauspieler) (* 1977), US-amerikanischer Schauspieler
- David B. Sullivan (* 1953), US-amerikanischer Politiker (Massachusetts)
- Dennis Sullivan (* 1941), US-amerikanischer Mathematiker
- Dennis Joseph Sullivan (* 1945), US-amerikanischer Geistlicher, Weihbischof in New York
- Derrick Sullivan (1930–1983), walisischer Fußballspieler

### E
- Eamon Sullivan (* 1985), australischer Schwimmer
- Ed Sullivan (1901–1974), US-amerikanischer Entertainer und Moderator
- Emmet G. Sullivan (* 1947), US-amerikanischer Jurist
- Erik Per Sullivan (* 1991), US-amerikanischer Schauspieler
- Erica Sullivan (* 2000), US-amerikanische Schwimmerin
- Eugene C. Sullivan (1872–1962), US-amerikanischer Chemiker

### F
- Francis Sullivan, 6. Baronet (1834–1906), britischer Marineoffizier
- Francis Sullivan (Eishockeyspieler) (Francis Cornelius Sullivan; 1917–2007), kanadischer Eishockeyspieler und -trainer
- Francis Gerald Sullivan (1898–1989), kanadischer Eishockeyspieler und -trainer, siehe Frank Sullivan (Eishockeyspieler, 1898)
- Francis L. Sullivan (1903–1956), britischer Schauspieler
- Françoise Sullivan (* 1923), kanadische Malerin, Bildhauerin, Tänzerin und Choreografin
- Frank Sullivan (Filmeditor) (1896–1972), US-amerikanischer Filmeditor
- Frank Sullivan (Eishockeyspieler, 1898) (1898–1989), kanadischer Eishockeyspieler und -trainer
- Frank Sullivan (Eishockeyspieler, 1929) (1929–2009), kanadischer Eishockeyspieler
- Frankie Sullivan (* 1955), ein US-amerikanischer Gitarrist und Songwriter

### G
- Gary Sullivan (* 1960), US-amerikanischer Software-Entwickler
- Geoff Sullivan, Kryptologe
- George Sullivan (Politiker) (1771–1838), US-amerikanischer Politiker
- George Sullivan (Eishockeyspieler) (1929–2019), kanadischer Eishockeyspieler und -trainer
- George F. Sullivan (1886–1944), US-amerikanischer Jurist
- George H. Sullivan (1867–1935), US-amerikanischer Politiker
- George M. Sullivan (1922–2009), US-amerikanischer Politiker
- Gordon R. Sullivan (1937–2024), US-amerikanischer General
- Grant Sullivan (1924–2011), US-amerikanischer Schauspieler

### H
- Harry Stack Sullivan (1892–1949), US-amerikanischer Psychiater
- Helen Sullivan, Politikwissenschaftlerin

### I
- Ian Sullivan (* 1977), englischer Badmintonspieler
- Ira Sullivan (1931–2020), US-amerikanischer Jazzmusiker

### J
- J. Courtney Sullivan (* 1982), US-amerikanische Journalistin und Schriftstellerin
- Jack Sullivan (Lacrossespieler) (1870–nach 1904), US-amerikanischer Lacrossespieler
- Jack Sullivan (Regieassistent) (1893–1946), US-amerikanischer Regieassistent
- Jack Sullivan (Literaturwissenschaftler) (* 1946), US-amerikanischer Literaturwissenschaftler und Schriftsteller
- Jake Sullivan (* 1976), US-amerikanischer Regierungsbeamter
- Jakeb Sullivan (* 1994), US-amerikanischer American-Football-Spieler
- James Sullivan (Politiker) (1744–1808), US-amerikanischer Politiker (Massachusetts)
- James Sullivan (Leichtathlet) (1885–1964), US-amerikanischer Leichtathlet
- James Sullivan (Schriftsteller) (* 1974), deutsch-amerikanischer Schriftsteller
- James E. Sullivan (1862–1914), US-amerikanischer Sportfunktionär
- James Mark Sullivan (1873–1935), US-amerikanischer Diplomat
- James Stephen Sullivan (1929–2006), US-amerikanischer römisch-katholischer Geistlicher, Bischof von Fargo
- James W. Sullivan (1909–1974), US-amerikanischer Szenenbildner und Artdirector
- Jazmine Sullivan (* 1987), US-amerikanische Sängerin
- Jim Sullivan (Baseballspieler, 1867) (Daniel James Sullivan; 1867–1901), US-amerikanischer Baseballspieler
- Jim Sullivan (Baseballspieler, 1894) (James Richard Sullivan; 1894–1972), US-amerikanischer Baseballspieler
- Jim Sullivan (Rugbyspieler) (James Sullivan; 1903–1977), walisischer Rugby-League-Spieler und -Trainer
- Jim Sullivan (Politiker) (* 1967), US-amerikanischer Politiker (Wisconsin)
- Joe Sullivan (Eishockeyspieler) (Joseph Albert Taylor Sullivan; 1901–1988), kanadischer Eishockeyspieler
- Joe Sullivan (Pianist) (Joseph Michael O’Sullivan; 1906–1971), US-amerikanischer Jazzpianist
- Joe Sullivan (Trompeter) (Joseph Leo Sullivan; * 1958), kanadischer Jazztrompeter, Arrangeur, Komponist und Hochschullehrer

- John Sullivan (General) (1740–1795), US-amerikanischer General und Politiker
- John Sullivan (Seefahrer) (1830–1884), britischer Seefahrer
- John Sullivan (Jesuit) (1861–1933), irischer Jesuit und Seliger der römisch-katholischen Kirche
- John Sullivan (Ringer), britischer Ringer
- John Sullivan (Schauspieler) (1925–1997), britischer Schauspieler
- John Sullivan (Politiker, 1929) (John William Sullivan, * 1929), australischer Politiker
- John Sullivan (Drehbuchautor, 1946) (1946–2011), britischer Drehbuchautor
- John Sullivan (Tennisspieler) (* 1966), US-amerikanischer Tennisspieler
- John Sullivan (Drehbuchautor, 1978) (* 1978), US-amerikanischer Drehbuchautor
- John Sullivan (Fußballspieler, 1988) (* 1988), englischer Fußballspieler
- John Sullivan (Fußballspieler, 1991) (* 1991), irischer Fußballspieler
- John A. Sullivan (* 1965), US-amerikanischer Politiker
- John Alexander Sullivan (1879–1952), kanadischer Politiker
- John Andrew Sullivan (1868–1927), US-amerikanischer Politiker
- John B. Sullivan (John Berchmans Sullivan, 1897–1951), US-amerikanischer Politiker
- John J. Sullivan (John Joseph Sullivan, * 1959), stellvertretender Außenminister der Vereinigten Staaten (2017–2019)
- John Joseph Sullivan (1920–2001), Bischof von Kansas City-Saint Joseph
- John L. Sullivan (Boxer) (John Lawrence Sullivan; 1858–1918), US-amerikanischer Boxer
- John L. Sullivan (Politiker, 1891) (1891–1949), US-amerikanischer Offizier, Jurist und Politiker
- John L. Sullivan (Politiker, 1899) (John Lawrence Sullivan; 1899–1982), US-amerikanischer Politiker
- John M. Sullivan (* 1963), US-amerikanischer Mathematiker und Hochschullehrer
- John Patrick Sullivan (1930–1993), US-amerikanischer Klassischer Philologe
- John W. Sullivan, irisch-kanadischer Mathematiker und Entdeckungsreisender
- Joseph Sullivan (Politiker) (1866–1935), schottischer Politiker
- Joseph Sullivan (Gangster) (Mad Dog; * 1939), US-amerikanischer Gangster und Auftragsmörder
- Joseph Sullivan (Ruderer) (* 1987), neuseeländischer Ruderer
- Joseph Albert Sullivan (1901–1988), kanadischer Eishockeyspieler und Politiker
- Joseph Gerard Sullivan (* 1944), US-amerikanischer Diplomat
- Joseph Leo Sullivan (* 1958), kanadischer Jazztrompeter, Arrangeur, Komponist und Hochschullehrer, siehe Joe Sullivan (Trompeter)
- Joseph Michael Sullivan (1930–2013), US-amerikanischer Geistlicher, Weihbischof von Brooklyn
- Joseph Vincent Sullivan (1919–1982), US-amerikanischer Geistlicher, Bischof von Baton Rouge
- Joyce Sullivan (Sängerin) (1929–2017), kanadische Sängerin
- Joyce Sullivan (Schriftstellerin) (* 1961), US-amerikanische Schriftstellerin
- Justin Sullivan (* 1956), englischer Rockmusiker

### K
- Kathryn D. Sullivan (* 1951), US-amerikanische Astronautin
- Keith Sullivan (* 1950), australischer Dartspieler
- Kelly Sullivan (* 1978), US-amerikanische Schauspielerin
- Kevin Sullivan (Politiker) (* 1949), US-amerikanischer Politiker
- Kevin Sullivan (Wrestler) (1949–2024), US-amerikanischer Wrestler
- Kevin Sullivan (Produzent) (* 1955), kanadischer Film- und Fernsehproduzent, Regisseur und Drehbuchautor
- Kevin Sullivan (Leichtathlet) (* 1974), kanadischer Mittel- und Langstreckenläufer
- Kevin Sullivan (Snookerspieler), englischer Snookerspieler
- Kevin K. Sullivan (* 1964), US-amerikanischer Diplomat
- Kyle Sullivan (* 1988), US-amerikanischer Schauspieler

### L
- Larry Sullivan (* 1970), US-amerikanischer Schauspieler
- Lars Sullivan (* 1988), amerikanischer Wrestler
- Lawrence Sullivan (* 1966), US-amerikanischer römisch-katholischer Geistlicher, Weihbischof in Chicago
- Leo D. Sullivan († 2023), US-amerikanischer Animator
- Leon Sullivan (1922–2001), US-amerikanischer Baptistenpastor und Bürgerrechtler
- Leonor Sullivan (1902–1988), US-amerikanische Politikerin
- Lily Sullivan (* 1994), australische Schauspielerin
- Lindsay Sullivan, kanadisches Model und Schauspielerin
- Lou Sullivan (1951–1991), amerikanischer Autor und Aktivist
- Louis Sullivan (1856–1924), US-amerikanischer Architekt
- Louis Wade Sullivan (* 1933), US-amerikanischer Politiker

### M
- Marco Sullivan (* 1980), US-amerikanischer Skirennläufer
- Margaret Virginia Sullivan (1851–1820), US-amerikanisch-australische Schauspielerin, siehe Maggie Moore
- Mark Sullivan (Journalist) (1874–1952), US-amerikanischer Journalist und Autor
- Mark Sullivan (Spezialeffektkünstler), US-amerikanischer Spezialist für visuelle Effekte und Matte Painting
- Mark Sullivan (Ballonfahrer), US-amerikanischer Ballonsportler
- Mark J. Sullivan, US-amerikanischer Regierungsbeamter, Leiter des United States Secret Service (2006–2013)
- Mark T. Sullivan (* 1958), US-amerikanischer Schriftsteller
- Mary Quinn Sullivan (1877–1939), US-amerikanische Kunstlehrerin, Kunstsammlerin und Galeristin
- Maurice Joseph Sullivan (1884–1953), US-amerikanischer Politiker
- Maxine Sullivan (geb. Marietta Williams, 1911–1987), US-amerikanische Jazz-Sängerin
- Megan Francis Sullivan (* 1975), US-amerikanische Künstlerin
- Michael Sullivan (Kunsthistoriker) (1916–2013), britischer Kunsthistoriker
- Michael Sullivan (Reporter) (1937–2013), britischer Fernsehreporter
- Michael Sullivan (Mathematiker) (* 1942), US-amerikanischer Mathematiker
- Michael Sullivan (Sportschütze) (* 1942), britischer Sportschütze
- Michael Sullivan, Pseudonym von Klaus-Michael Vent (* 1957), deutscher Autor und Schriftsteller von Sachbüchern und Romanen
- Michael Sullivan (Handballspieler) (* 1963), US-amerikanischer Handballspieler
- Michael Sullivan (Diplomat), australischer Diplomat
- Michael J. Sullivan (Historiker) (* 1941), US-amerikanischer Historiker und Politikwissenschaftler
- Michael J. Sullivan (Politiker) (* 1956), US-amerikanischer Politiker
- Michael J. Sullivan (Schriftsteller) (* 1961), US-amerikanischer Schriftsteller
- Michael Patrick Sullivan (1942–2009), US-amerikanischer Politikwissenschaftler
- Mike Sullivan (Politiker) (* 1939), US-amerikanischer Politiker
- Mike Sullivan (Eishockeyspieler, 1968) (* 1968), US-amerikanischer Eishockeyspieler und -trainer
- Mike Sullivan (Eishockeyspieler, 1969) (* 1969), US-amerikanischer Eishockeyspieler
- Mike Sullivan (Eishockeyspieler, 1973) (* 1973), US-amerikanischer Eishockeyspieler
- Mike Sullivan (Eishockeyspieler, 1984) (* 1984), kanadischer Eishockeyspieler
- Mike Sullivan (Eishockeyspieler, 1992) (* 1992), italo-kanadischer Eishockeyspieler
- Mike Twin Sullivan (1878–1937), US-amerikanischer Boxer
- Monique Sullivan (* 1989), kanadische Radsportlerin

### N
- Nancy Sullivan (* 1969), US-amerikanische Moderatorin, Model und Schauspielerin
- Nancy Sullivan (Anthropologin) († 2015), britische Anthropologin und Aktivistin
- Neil Sullivan (* 1970), schottischer Fußballtorhüter
- Nicole Sullivan (* 1970), US-amerikanische Schauspielerin

### P
- Pat Sullivan (Filmproduzent) (1887–1933), australischer Filmproduzent
- Pat Sullivan (Footballspieler) (* 1950), US-amerikanischer Footballspieler
- Pat Sullivan (Ringer) (* 1962), kanadischer Ringer
- Paul Sullivan (Tennisspieler), US-amerikanischer Tennisspieler
- Paul Sullivan (Komponist) (* 1955), US-amerikanischer Komponist
- Paul Sullivan (1938–2005), italienischer Schauspieler, siehe Paolo Casella
- Pauline Allen Gill Sullivan (1918–2006), amerikanische Kunstsammlerin und Mäzenin

- Patrick Joseph Sullivan (Politiker, 1865) (1865–1935), US-amerikanischer Politiker (Wyoming) irischer Herkunft
- Patrick Joseph Sullivan (Politiker, 1877) (1877–1946), US-amerikanischer Politiker (Pennsylvania)

- Peter Sullivan (Produzent) (* 1933), britischer Musikproduzent
- Peter Sullivan (Rugbyspieler) (* 1948), australischer Rugby-Union-Spieler
- Peter Sullivan (Eishockeyspieler) (Peter Gerald Sullivan; * 1951), kanadischer Eishockeyspieler
- Peter Sullivan (Schauspieler) (* 1964), englischer Schauspieler
- Peter Sullivan (Drehbuchautor) (* 1976), US-amerikanischer Drehbuchautor, Filmregisseur und -produzent
- Philip Leo Sullivan (1889–1960), US-amerikanischer Jurist

### Q
- Quinn Sullivan (* 1999), US-amerikanischer Bluesmusiker
- Quinn Sullivan (Fußballspieler) (* 2004), US-amerikanisch-deutscher Fußballspieler

### R
- Reginald H. Sullivan (1876–1980), US-amerikanischer Politiker
- Rick Sullivan (* 1959), US-amerikanischer Politiker
- Robb Sullivan, Filmeditor
- Robert Sullivan (Judoka) (* 1944), britischer Judoka
- Robert Sullivan (Schriftsteller) (* 1967), neuseeländischer Dichter und Schriftsteller
- Robert Sullivan (Tontechniker), australischer Tontechniker
- Robert Baldwin Sullivan (1802–1853), kanadischer Jurist und Politiker, Bürgermeister von Toronto
- Rosemary Sullivan (* 1947), kanadische Schriftstellerin
- Roy Sullivan (1912–1983), US-amerikanischer Überlebender von sieben Blitzeinschlägen

### S
- Sam Sullivan (* 1960), kanadischer Politiker
- Samuel Sullivan (1773–1853), US-amerikanischer Jurist und Politiker
- Sean Sullivan (Schauspieler) (auch John Sullivan; 1921–1985), kanadischer Schauspieler
- Sean Sullivan (Marineoffizier) (* 1958), US-amerikanischer Marineoffizier und Politiker
- Sean Sullivan (Boxer) (* 1968), neuseeländischer Boxer
- Sean Sullivan (Fußballspieler) (* 1971), maltesischer Fußballspieler
- Sean Sullivan (Radsportler) (* 1978), australischer Radrennfahrer
- Sean Sullivan (Eishockeyspieler) (* 1984), US-amerikanischer Eishockeyspieler
- Stefan Sullivan (* 1966), US-amerikanischer Schriftsteller
- Steve Sullivan (Boxer) (1897–1979), US-amerikanischer Boxer
- Steve Sullivan (* 1974), kanadischer Eishockeyspieler
- Susan Sullivan (* 1942), US-amerikanische Schauspielerin

### T
- Tara Simpson-Sullivan (* 2000), britische Hammerwerferin
- Terry Sullivan (* 1935), simbabwischer Mittelstreckenläufer
- Thomas Sullivan (Erfinder), US-amerikanischer Teehändler und Erfinder
- Thomas Sullivan (Schriftsteller), US-amerikanischer Schriftsteller
- Thomas A. Sullivan (1855–1946), US-amerikanischer Politiker
- Thomas L. Sullivan (1846–1936), US-amerikanischer Politiker, Bürgermeister von Indianapolis
- Thomas M. Sullivan (* 1949), US-amerikanischer Ökonom und Moderator
- Thomas Michael Sullivan, US-amerikanischer Schauspieler und Produzent
- Tim Sullivan (Schriftsteller) (Timothy Robert Sullivan; 1948–2024), US-amerikanischer Schriftsteller, Drehbuchautor und Schauspieler
- Tim Sullivan (Regisseur, 1958) (* 1958), britischer Regisseur und Drehbuchautor
- Tim Sullivan (Produzent) (Tim Michael Sullivan; * 1964), US-amerikanischer Filmproduzent, Drehbuchautor, Regisseur und Schauspieler
- Tim Sullivan (Leichtathlet) (* 1975), australischer Leichtathlet
- Timothy Sullivan (Politiker) (1862–1913), US-amerikanischer Politiker
- Timothy Sullivan (Richter) (1874–1949), irischer Jurist und Richter
- Timothy Sullivan (Komponist) (* 1954), kanadischer Komponist und Musikpädagoge
- Timothy Daniel Sullivan (1827–1914), irischer Journalist, Politiker und Dichter
- Tom Sullivan (Baseballspieler, 1860) (1860–1947), US-amerikanischer Baseballspieler
- Tom Sullivan (Baseballspieler, 1895) (1895–1962), US-amerikanischer Baseballspieler
- Tom Sullivan (Regisseur) (* 1973), irischer Filmschauspieler, Regisseur und Drehbuchautor
- Tom Sullivan (Sänger) (* 1947), US-amerikanischer Entertainer, Komponist und Autor
- Tom Sullivan (Schriftsteller), US-amerikanischer Schriftsteller, Grafikdesigner und Illustrator
- Tom Sullivan (Spieleentwickler) (* um 1971), US-amerikanischer Spieleentwickler und Illustrator
- Tricia Sullivan (* 1968), US-amerikanische Science-Fiction- und Fantasy-Autorin

### W
- Walter Francis Sullivan (1928–2012), US-amerikanischer Geistlicher, Bischof von Richmond
- Whetu Tirikatene-Sullivan (1932–2011), neuseeländische Politikerin
- William F. Sullivan (* 1959), kanadischer Bioethiker
- William H. Sullivan (1922–2013), US-amerikanischer Diplomat
- William V. Sullivan (1857–1918), US-amerikanischer Politiker
- William Wilfred Sullivan, kanadischer Politiker und Jurist, Premierminister von Prince Edward Island

### Z
- Zach Sullivan (* 1994), britischer Eishockeyspieler